# 1948 en bande dessinée
| Années de la bande dessinée : 1945 - 1946 - 1947 - 1948 - 1949 - 1950 - 1951    |
| Décennies de la bande dessinée : 1910 - 1920 - 1930 - 1940 - 1950 - 1960 - 1970 |

Cet article présente les faits marquants de l'année 1948 en bande dessinée.

## Événements
- janvier : Première apparition de Gontran Bonheur dans Les Deux Vantards de Carl Barks, histoire publiée dans Walt Disney Colours no 848.
- 26 mars : Première apparition de Pif le chien dans le journal L'Humanité
- avril : publication de l'article Horror in the Nursery de Fredric Wertham dans Collier's
- avril : Premier numéro de Two-Gun Kid publié par Timely Comics
- juin : dernier numéro de A l'assaut du ciel.
- 15 septembre : Kim Yong-hwan fonde le Manhwa Haengjin (만화행진/漫畵行進) (le manhwa en marche), qui est la première revue coréenne entièrement consacrée à la BD.
- 16 septembre : l’hebdomadaire belge Tintin publie Tintin au pays de l'or noir d’Hergé.
- 16 septembre :Alix, créé par Jacques Martin, apparaît dans le Journal de Tintin.
- 28 octobre : premier numéro de l’édition française du Journal de Tintin.
- 18 novembre : Création du fumetti Tex par Gian Luigi Bonelli pour le scénario et Aurelio Galleppini pour le dessin.
- Création de La Familia Burrón par Gabriel Vargas.

## Comic Strips
| Date    | Titre       | Auteur       | Évènement | Éditeur                 |  |
| ------- | ----------- | ------------ | --------- | ----------------------- |  |
| janvier | Rusty Riley | Frank Godwin | Début     | King Features Syndicate |  |
| octobre | Pogo        | Walt Kelly   | Début     | Post-Hall Syndicate     |  |

## Nouveaux albums
Voir aussi : Albums de bande dessinée sortis en 1948

### École franco-belge
- Les Sept Boules de cristal de Hergé

## Naissances
- 2 janvier : Malik
- 11 février : Régis Franc
- 15 février : Art Spiegelman
- 19 février : Joe Staton, dessinateur de comics
- 23 février : Doug Moench, scénariste de comics
- 25 mars : Picanyom, auteur espagnol
- 25 mars : Theo van den Boogaard
- 7 mars : Michel Blanc-Dumont, dessinateur
- 26 mars : José Luis García-López, dessinateur de comics
- 11 avril : Bédu
- 6 mai : David Michelinie, scénariste de comics
- 13 mai : Hugot
- 17 mai : Carlos Romeu
- 18 mai : Rodolphe
- 9 juin : André Juillard
- 11 juin : Franz, auteur belge mort le 8 janvier 2003
- 12 juin : Len Wein, scénariste de comics
- 21 juillet : Garry Trudeau, auteur de comics
- 1er août : Aline Kominsky-Crumb
- 2 août : Jean Solé
- 21 août : Francis Masse
- 26 août : Golo
- 27 octobre : Bernie Wrightson, dessinateur de comics
- 26 septembre : Michel Schetter dessinateur et scénariste  mort le 10 janvier 2025
- Autre naissance : Frank Odoi

## Décès
- 4 novembre : Carl Thomas Anderson, auteur de comics (Henry)